# Cinvat

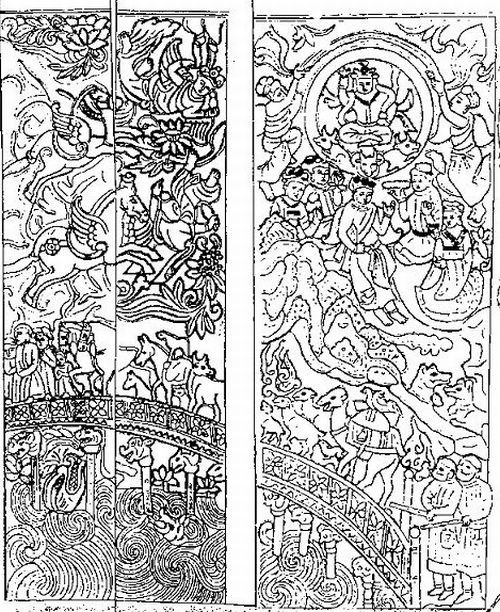
La rappresentazione del ponte Cinvat sul sarcofago di Wirkak, che era un sa-pao sogdiano.

Nello zoroastrismo il Cinvat è il ponte che unisce la terra al cielo e sul quale dovevano transitare le anime dei morti. Su questo ponte le azioni degli uomini venivano pesate su una bilancia uguale per i sovrani e per i servi. Se esse avevano molte imperfezioni, il ponte si stringeva fino a diventare dello spessore di una lama e l'anima sprofondava nell'abisso sottostante, se avevano invece ben meritato vi potevano transitare agevolmente e raggiungere il Garonmana il regno della "luce senza fine" dove Ahura Mazdā regnava attorniato dalle divinità del bene e dalla anime dei giusti.
In uno dei quattro libri sacri dell'antica religione persiana l'Avestā, il Vendidad,
vi possiamo leggere: "Per (queste) vie create dal tempo arrivano,  e colui che fu  fatto del male e colui che fu del bene, al Cinvat ... fa passare le anime dei buoni sull'Hara Berezaiti, sul ponte Cinvat le sostiene, (che è) il ponte dei Geni celesti".